# 西胜寺
西胜寺，原名栖圣寺，也称栖胜寺，位于中国福建省霞浦县盐田畲族乡西胜村，始建于唐朝大顺二年（891年），历代历经重修，占地370平方米。
1934年，中共闽东特委在此建立闽东独立团，西胜寺遂以中共闽东特委独立团旧址的名义成为霞浦县级文物保护单位，类型为革命遗址纪念建筑物，公布时间为1986年2月。